# Cercobelus jugaeus
Cercobelus jugaeus är en stekelart som först beskrevs av Walker 1837.  Cercobelus jugaeus ingår i släktet Cercobelus och familjen sköldlussteklar. Arten är reproducerande i Sverige. Inga underarter finns listade i Catalogue of Life.